# Ardeshir Irani
Pour les articles homonymes, voir Irani (homonymie).
Khan Bahadur Ardeshir Marwan Irani ou plus simplement Ardeshir Irani (né le 5 décembre 1886 à Pune et mort le 14 octobre 1969  à Bombay) est un scénariste, réalisateur, producteur, directeur de la photographie et distributeur de l'ère silencieuse et sonore du cinéma indien.

## Biographie
Ardeshir Irani a acquis une renommée pour sa réalisation en hindi, anglais, allemand, indonésien, persan, ourdou et tamil. Il fut un entrepreneur très connu  qui devint propriétaire de plusieurs salles de cinéma, une agence de gramophone et de voiture.

## Filmographie
- 1931 : Alam Ara